# 国道203号

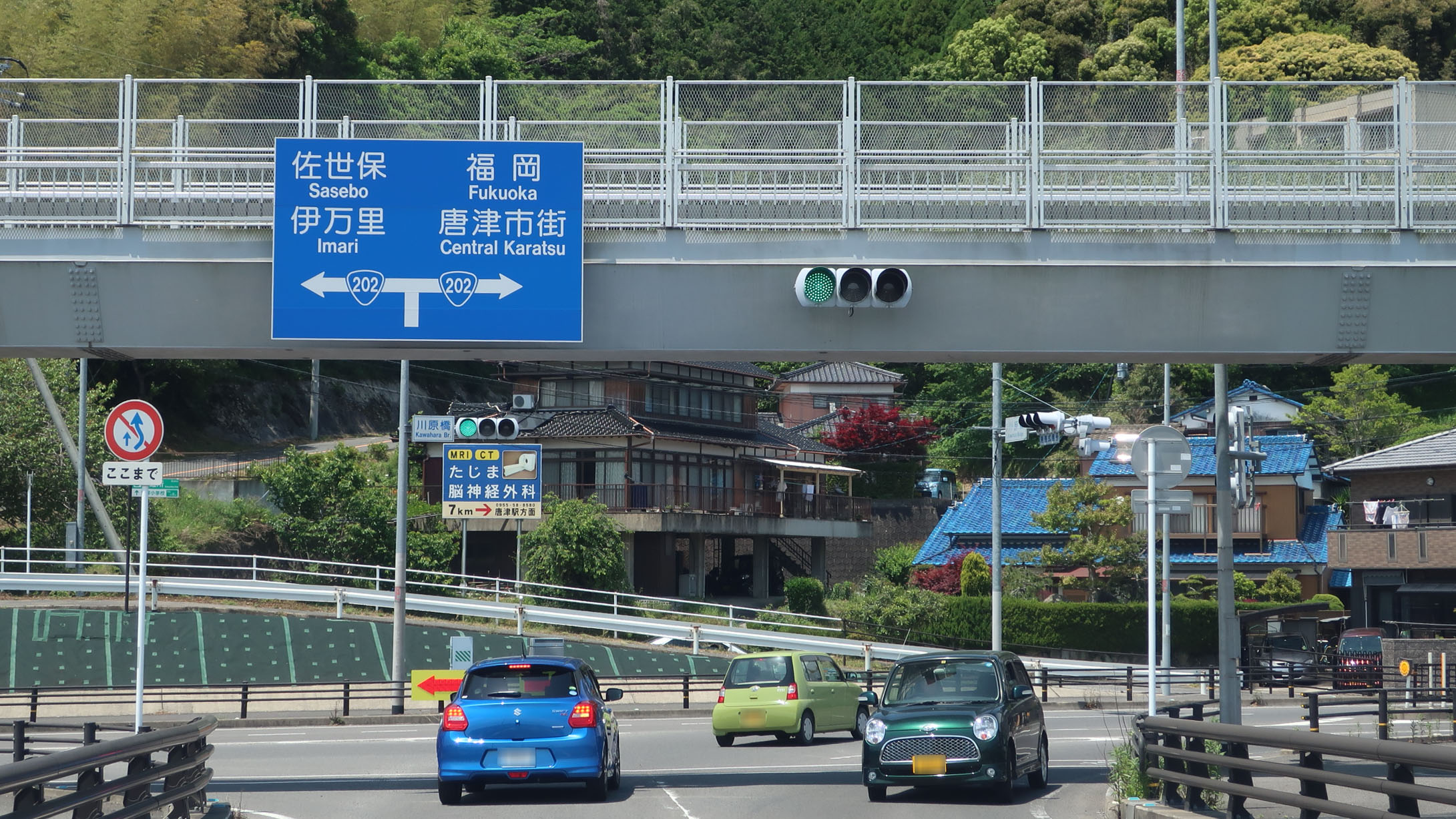
国道203号 起点
佐賀県唐津市 川原橋交差点

国道203号（こくどう203ごう）は、佐賀県唐津市から佐賀市に至る一般国道である。

## 概要
唐津市と佐賀市を結んで佐賀県を南北に縦断する幹線で、ほとんどの区間でJR九州唐津線と並行して走る。

### 路線データ
一般国道の路線を指定する政令に基づく起終点および重要な経過地は次のとおり。
- 起点：唐津市（川原橋交差点 = 国道202号交点）
- 終点：佐賀市（SAGAアリーナ前交差点 = 国道34号上、国道263号終点、国道264号・国道323号起点）
- 重要な経過地：多久市、佐賀県小城郡三日月町[注釈 2]
- 総延長 : 56.3 km（重用延長を含む）[2][注釈 3]
- 重用延長 : 12.0 km[2][注釈 3]
- 未供用延長 : なし[2][注釈 3]
- 実延長 : 44.2 km[2][注釈 3]
  - 現道 : 34.9 km[2][注釈 3]
  - 旧道 : なし[2][注釈 3]
  - 新道 : 9.3 km[2][注釈 3]
- 指定区間：唐津市和多田西山4544番1 - 佐賀市日の出2丁目46番1（全線）[3]

## 歴史
- 1953年（昭和28年）5月18日 - 二級国道203号唐津佐賀線（唐津市 - 佐賀市）として指定施行[4]。
- 1965年（昭和40年）4月1日 - 道路法改正により一級・二級区分が廃止されて一般国道203号として指定施行[1]。
- 2016年（平成28年）4月1日 - 国道202号のうち、起点から大土井交差点の区間の道路管理が国土交通省から唐津市に変更されたことに伴い、起点が唐津市東町交差点から川原橋交差点に変更となる[5]。
- 2018年（平成30年）4月1日 - 国道203号のうち、厳木バイパスに並行する現道区間が佐賀県道350号相知厳木線に変更となる[6]。

## 路線状況
唐津市
唐津市の国道202号交点である川原橋交差点が起点で、松浦川を渡り唐津線と並行して南南東に進み山本地区を抜け相知町に入る。
相知町以南では厳木川・唐津線に沿って南東に進む。唐津市役所相知支所のある相知町の中心部を経て相知長部田ICから厳木バイパスに入り、牧瀬ICで現道と合流する。やや急なカーブ・勾配のある笹原峠を越えて多久市に入る。
多久市
笹原峠を越え唐津線の踏切を渡り多久市の中心部に入ると東側に向きを変え、唐津線から離れ多久市役所の前を進む。市中心部の多久原交差点から市東端部の一本松交差点までの間は旧道のほか、旧道の北側の厳木多久道路・長崎自動車道沿いに東多久バイパスが整備されている。一本松交差点で旧道とバイパスが合流し、再び唐津線と並行して小城市に入る。
小城市・佐賀市

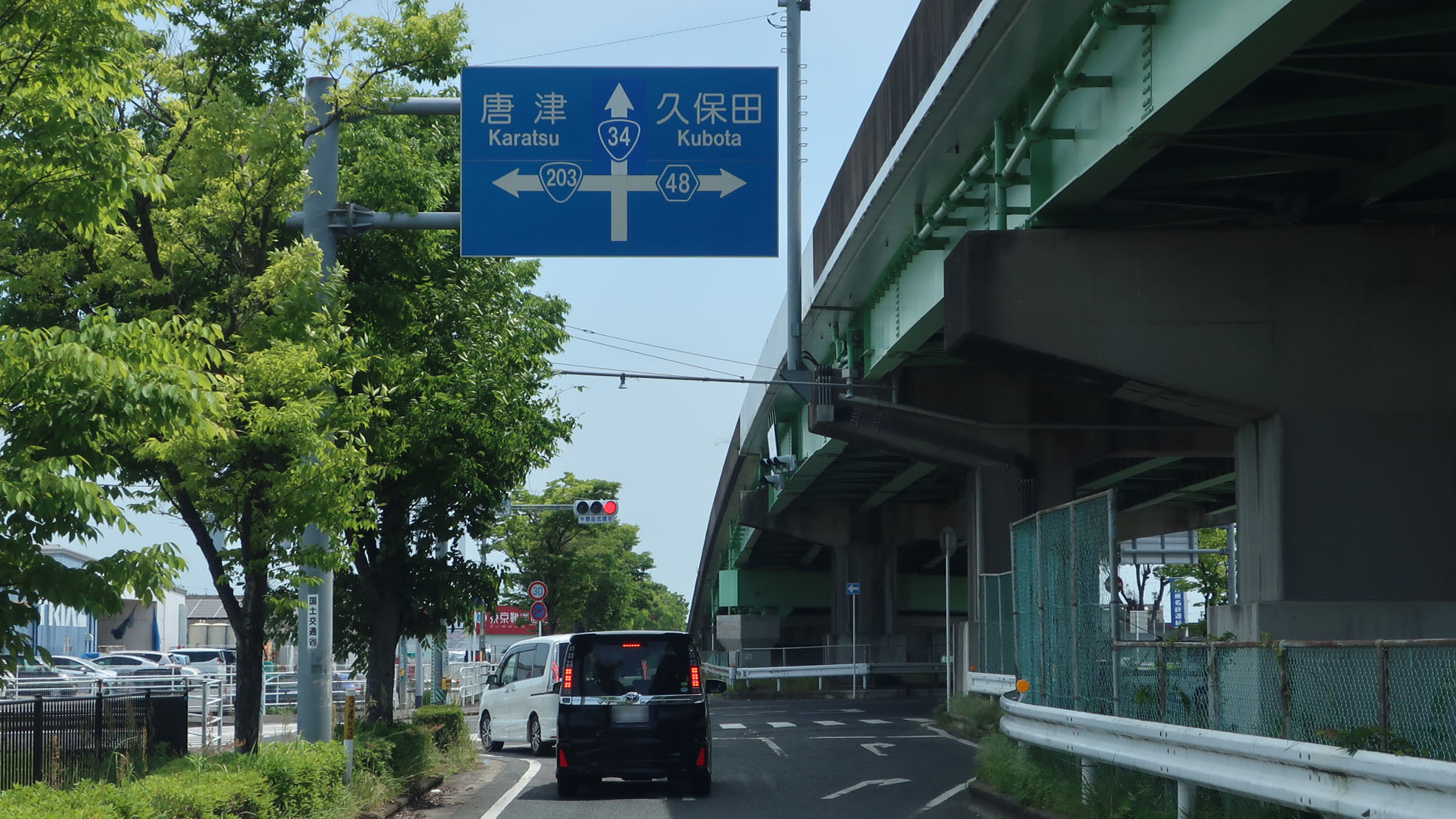
国道34号（重複区間）からの分岐
佐賀県小城市 三日月町五条交差点

小城市に入り再び唐津線と離れ、市中心部に入る。市中心部の当道路の南側に小城公園がある。三日月町に入り南東に向きを変え、小城市役所の前を通る。三日月町五条交差点で単独区間は終わり左折し、国道34号との重複区間に入り東進し、佐賀市中心部に近いSAGAアリーナ前交差点が終点となる。
小城市の畑田交差点から晴田小学校手前までの約750 mの区間は戦時中に簡易滑走路（小城町軍用滑走路）として整備された歴史がある。

### バイパス
- 厳木バイパス（唐津市）
- 東多久バイパス（多久市）

### 有料道路
- 厳木多久道路

### 重複区間
- 国道34号（小城市三日月町樋口・五条交差点 - 佐賀市日の出1丁目・SAGAアリーナ前交差点（終点））

### 道路施設

#### 橋梁
- 河原橋（徳須江川、唐津市）
- 山本跨線橋（坊中川・唐津線、唐津市）
- 久保橋（松浦川、唐津市）
- 新出逢橋（平山川。唐津市）
- 梶山跨線橋（唐津線、唐津市）
- いわやばし（岩谷川、多久市）
- 第二莇原橋（中通川、多久市）
- 京町橋（山犬原川、多久市）
- 今出川橋（新今出川、多久市）
- 大工田橋（大工田川、多久市）
- 西郷橋（西郷川、多久市）
- 要佐衛門橋（多久市）
- 別府橋（別府川、多久市）
- 赤坂橋（多久市）
- 晴田橋（晴気川、小城市）
- 大寺橋（小城市）
- 嘉瀬大橋（祇園川・嘉瀬川、小城市 - 佐賀市、国道34号重複区間内）
- 江里桜橋（佐賀市、国道34号重複区間内）
- 東新庄橋（八尻川、佐賀市、国道34号重複区間内）
- 多布施川橋（多布施川、佐賀市、国道34号重複区間内）

バイパス
- 新今出川橋（新今出川、多久市）
- 別府川橋（仁位所川、別府川、多久市）
- 赤坂大橋（永瀬川、多久市）

#### トンネル
- 岩屋トンネル：延長120 m、2002年（平成14年）竣工、唐津市
- 箞木（うつぼぎ）トンネル：延長335 m、2002年（平成14年）竣工、唐津市
- 浪瀬トンネル：延長276 m、2000年（平成12年）竣工、唐津市

バイパス
- 厳木トンネル：延長602 m、1992年（平成4年）竣工、唐津市 - 多久市（厳木多久道路区間）

#### 道の駅
- 厳木（唐津市）

## 地理

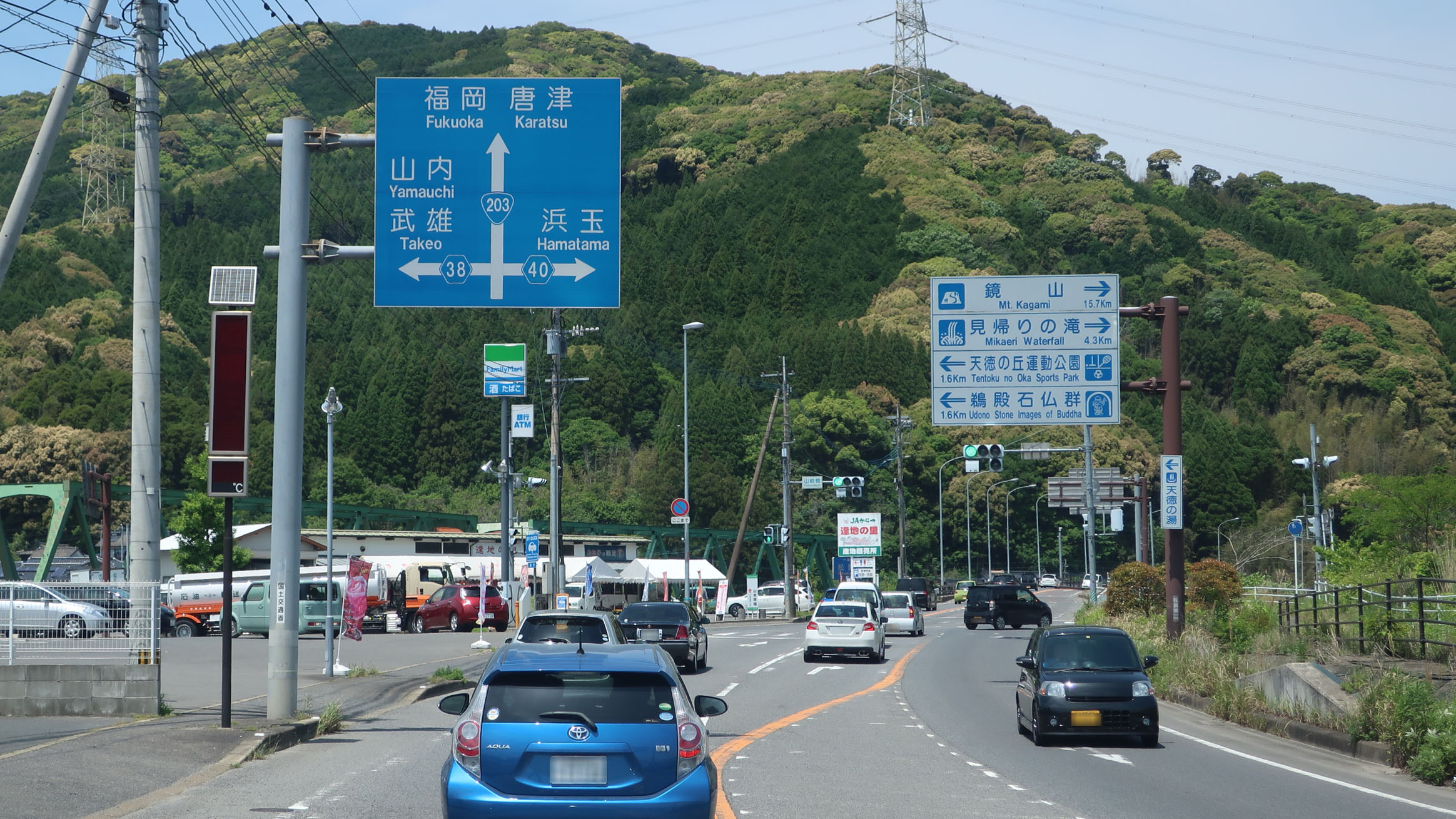
佐賀県唐津市相知町
佐賀県道38号相知山内線と
佐賀県道40号浜玉相知線との交差

### 通過する自治体
- 佐賀県
  - 唐津市 - 多久市 - 小城市 - 佐賀市

### 交差する道路
| 交差する道路                                                            | 市町村名 | 交差する場所       | 交差する場所                    |
| ----------------------------------------------------------------------- | -------- | ------------------ | ------------------------------- |
| 国道202号                                                               | 唐津市   | 養母田             | 川原橋交差点 / 起点             |
| 佐賀県道52号山本波多津線                                                | 唐津市   | 山本               | 山本跨線橋交差点                |
| 佐賀県道38号相知山内線 佐賀県道40号浜玉相知線                           | 唐津市   | 相知町相知         | 山崎橋交差点                    |
| 佐賀県道264号山崎西相知停車場線                                         | 唐津市   | 相知町相知         | 鵜殿石仏群入口交差点            |
| 佐賀県道259号平山相知線 佐賀県道328号相知唐津浜玉線                     | 唐津市   | 相知町相知         | 浜白橋交差点                    |
| 佐賀県道350号相知厳木線                                                 | 唐津市   | 相知町長部田       | 相知長部田IC交差点 相知長部田IC |
| 佐賀県道32号伊万里畑川内厳木線                                          | 唐津市   | 厳木町浪瀬         | 浪瀬IC                          |
| 佐賀県道322号板屋厳木線                                                 | 唐津市   | 厳木町牧瀬         | [ 注釈 4 ]                      |
| 国道203号 / 厳木多久道路 佐賀県道37号厳木富士線 佐賀県道350号相知厳木線 | 唐津市   | 厳木町牧瀬         | 牧瀬インター入口交差点 牧瀬IC   |
| 佐賀県道308号小侍多久原線                                               | 多久市   | 北多久町大字小侍   |                                 |
| 佐賀県道24号武雄多久線 佐賀県道338号岸川莇原線                          | 多久市   | 北多久町大字小侍   | 北多久町莇原交差点              |
| 国道203号 / 東多久バイパス                                              | 多久市   | 北多久町大字多久原 | 多久市多久原交差点              |
| 佐賀県道308号小侍多久原線                                               | 多久市   | 北多久町大字多久原 | 多久市多久原交差点              |
| 佐賀県道35号多久江北線 佐賀県道235号東多久停車場線                      | 多久市   | 東多久町大字別府   | 東多久駅前交差点                |
| 佐賀県道284号別府牛津停車場線                                           | 多久市   | 東多久町大字別府   | 古賀山交差点                    |
| 国道203号 / 東多久バイパス                                              | 多久市   | 東多久町大字別府   | 一本松交差点                    |
| 佐賀県道337号天山公園線                                                 | 小城市   | 小城町晴気         | 晴田橋交差点                    |
| 佐賀県道44号小城富士線 佐賀西部広域農道                                 | 小城市   | 小城町畑田         | 小城町畑田交差点                |
| 佐賀県道42号小城牛津線 佐賀県道48号佐賀外環状線 重複区間起点            | 小城市   | 小城町             | 下町交差点                      |
| 佐賀県道212号川上牛津線 佐賀西部広域農道                                | 小城市   | 三日月町長神田     | 長神田交差点                    |
| 国道34号 重複区間起点 佐賀県道48号佐賀外環状線 重複区間終点             | 小城市   | 三日月町樋口       | 五条交差点                      |
| 佐賀県道401号佐賀環状自転車道線                                         | 佐賀市   | 鍋島町大字森田     |                                 |
| 佐賀県道248号鍋島停車場東山田線                                         | 佐賀市   | 鍋島町大字森田     | 森田交差点                      |
| 佐賀県道267号松尾佐賀停車場線                                           | 佐賀市   | 鍋島町大字森田     | 東新庄交差点                    |
| 国道208号                                                               | 佐賀市   | 開成6丁目          | 佐大医学部入口交差点            |
| 国道34号 重複区間終点 国道263号 国道264号 国道323号                     | 佐賀市   | 日の出1丁目        | SAGAアリーナ前交差点 / 終点     |
| 東多久バイパス                                                          |          |                    |                                 |
| 国道203号 / 現道                                                        | 多久市   | 北多久町大字多久原 | 多久原北交差点 / バイパス起点   |
| 国道203号 / 厳木多久道路                                                | 多久市   | 北多久町大字多久原 | 多久原IC                        |
| E34 長崎自動車道                                                        | 多久市   | 北多久町大字多久原 | 4 多久IC                        |
| 国道203号 / 現道                                                        | 多久市   | 東多久町大字別府   | 一本松交差点 / バイパス終点     |

### 交差する鉄道
- 唐津線

### 峠
- 笹原峠（唐津市 - 多久市）

## ギャラリー

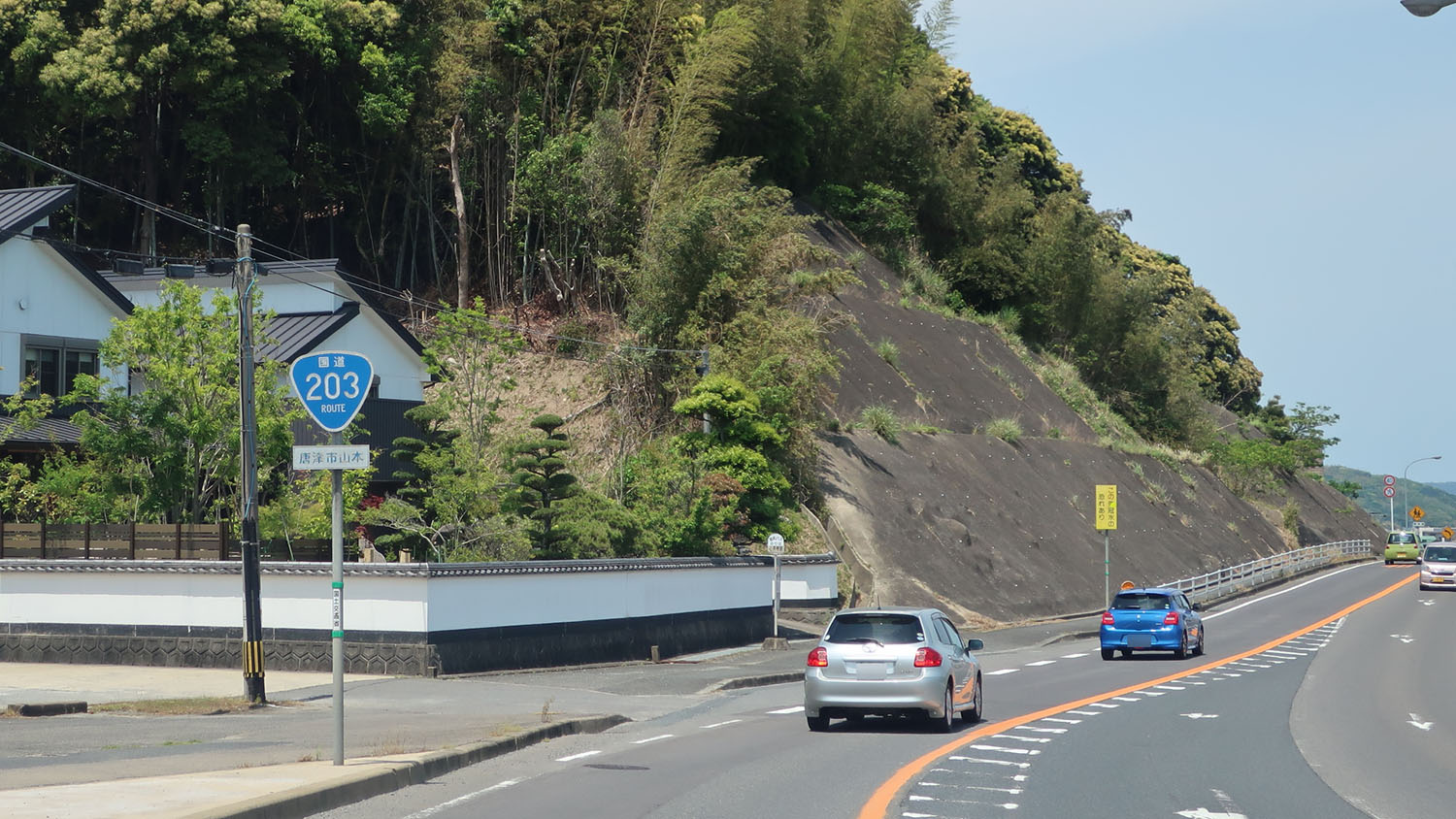
佐賀県唐津市山本
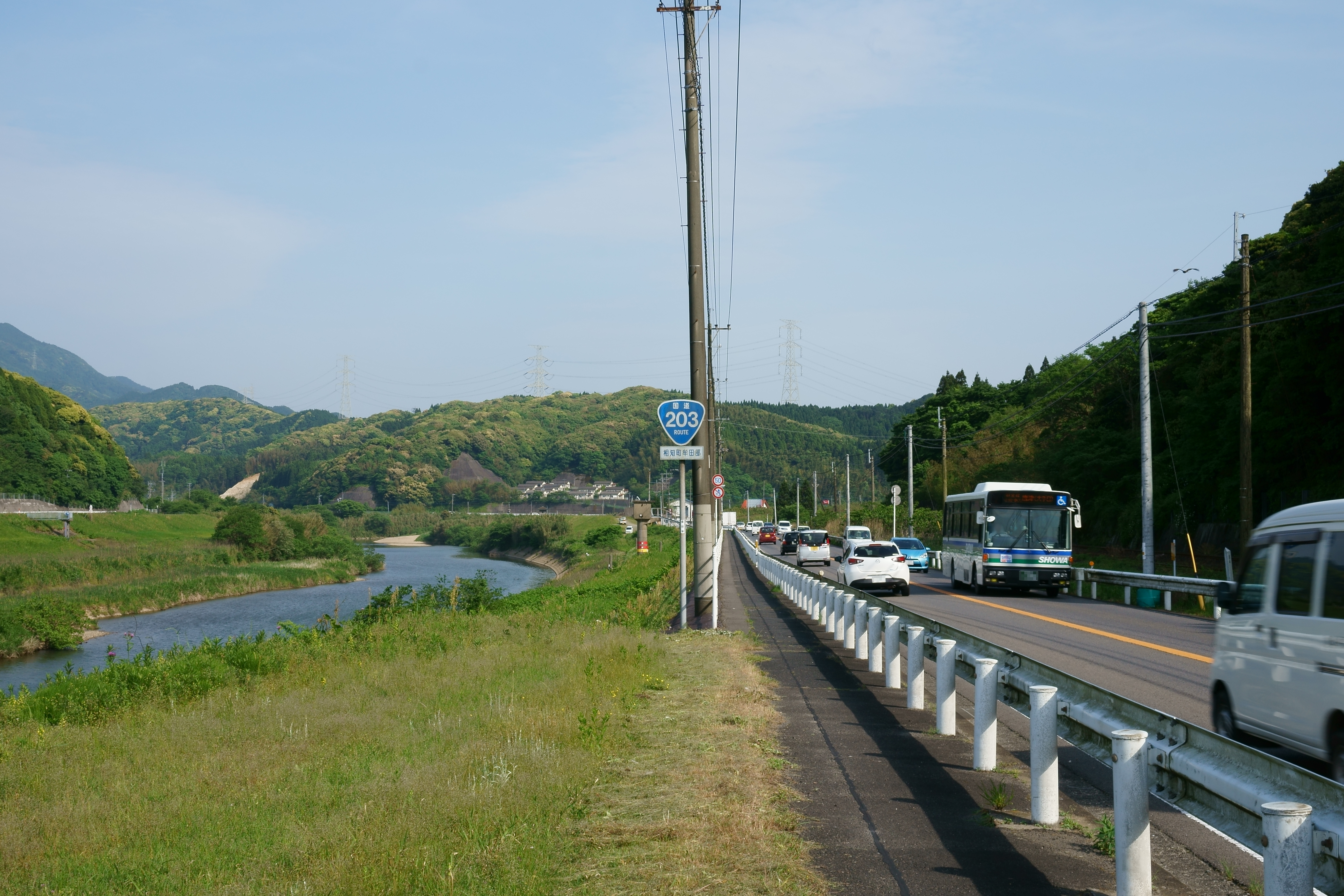
唐津市相知町牟田部から 多久・佐賀方面 唐津線や松浦川と並走する
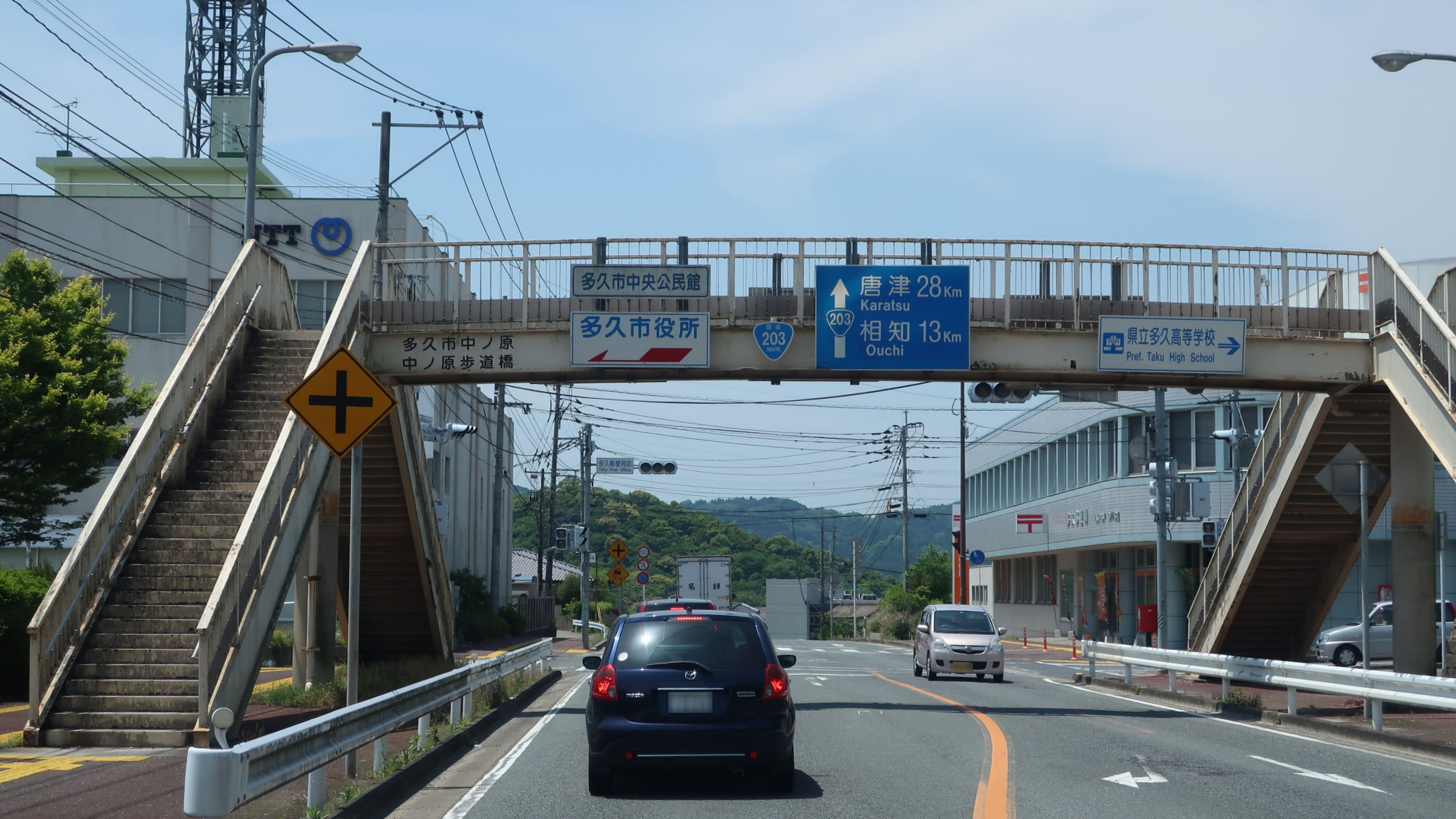
佐賀県多久市北多久町
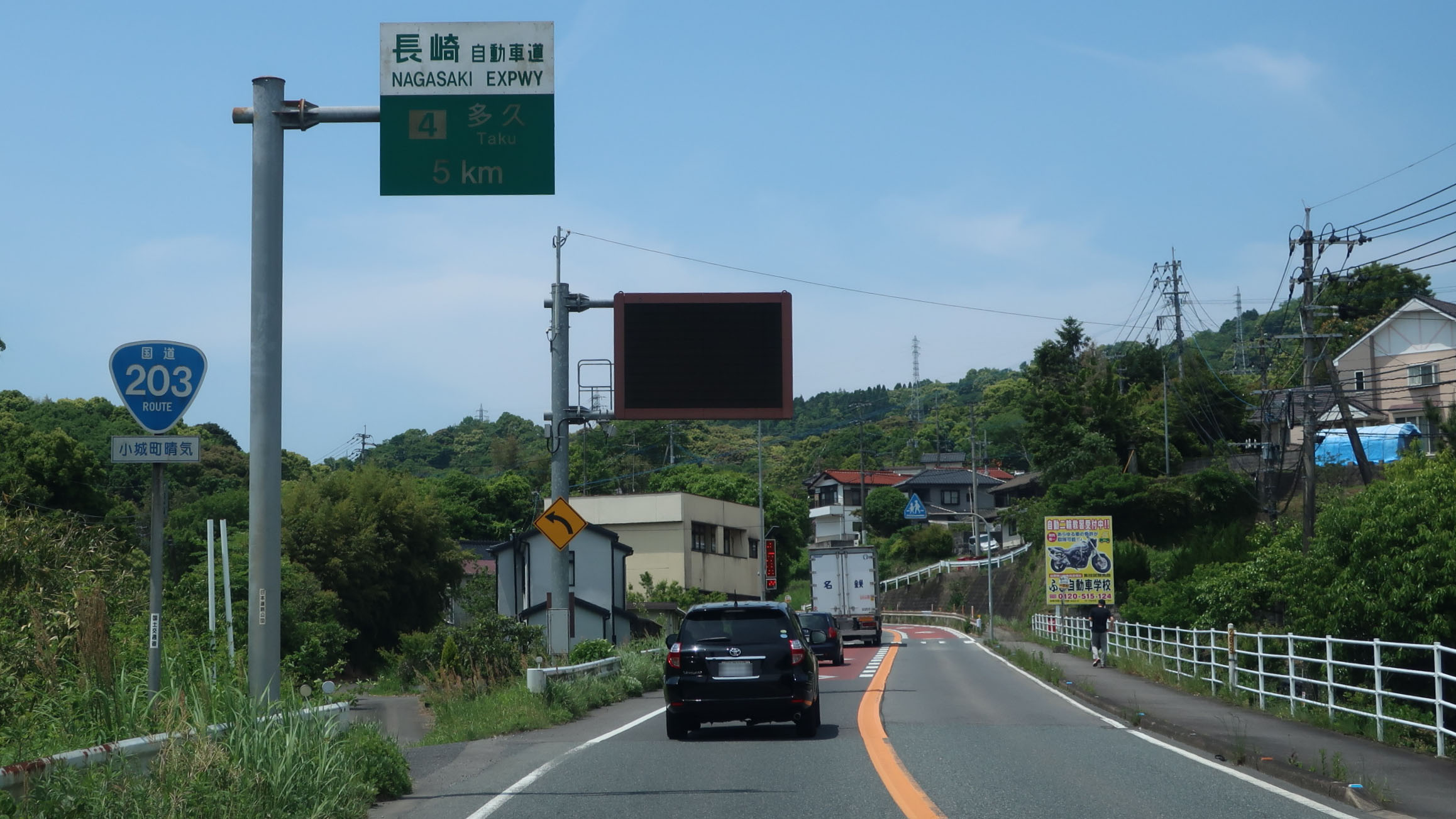
佐賀県小城市小城町